# Combat Shock
Combat Shock – film nakręcony przez Buddy'ego Giovinazzo, wydany przez Troma Entertainment. Miał premierę 14 maja 1986 roku.
28 lipca 2009 r. została wydana specjalna, 2-dyskowa edycja Combat Shock.

## Fabuła
Głównym bohaterem filmu jest weteran wojny w Wietnamie, prześladowany przez przerażające wspomnienia. Pewnego dnia budzi się i wyrusza na poszukiwania pracy, aby utrzymać swoją żonę i zmutowane dziecko. W trakcie filmu widz dowiaduje się (m.in), że bohater ma problemy z przestępcami. Na koniec dnia, pozbawiony wszelkich nadziei i perspektyw wraca do domu i zabija swoją żonę i dziecko. W ostatniej scenie popełnia samobójstwo.